# Luís Machado Faria e Maia da Cunha
Luís Machado Faria e Maia da Cunha foi um militar português.

## Biografia
Em 28 de Agosto de 1918, embarcou para França como parte do Corpo Expedicionário Português, tendo regressado a Portugal em 1 de Maio de 1919. Atingiu o posto de capitão de infantaria.
Destacou-se pela sua presença na Ilha de São Miguel, tendo sido presidente da Câmara Municipal e da Junta Geral de Ponta Delgada, comissário da polícia e Governador Civil. Quando faleceu, era delegado da Junta Nacional de Frutas no Grémio dos Exportadores de Frutas e Produtos Hortículas da Ilha de São Miguel.
Faleceu em 1940, em Ponta Delgada, nos Açores. Estava casado com Eduarda de Miranda Faria e Maia da Cunha.

## Condecorações
Recebeu as Medalhas da Vitória, as Medalhas Comemorativas das Campanhas da Defesa Marítima e França 1917-1918, e foi homenageado com o grau de Oficial na Ordem Militar de Avis.